# Death of a Unicorn
Death of a Unicorn es una película de comedia de terror estadounidense de 2025 escrita y dirigida por Alex Scharfman. Está protagonizada por Paul Rudd y Jenna Ortega como un padre y una hija que matan accidentalmente a un unicornio, lo que provoca que sean perseguidos por sus padres. Will Poulter, Téa Leoni y Richard E. Grant aparecen en papeles secundarios.
Death of a Unicorn tuvo su estreno mundial en el Festival South by Southwest el 8 de marzo de 2025, y se estrenó en cines en los Estados Unidos por A24 el 28 de marzo de 2025. Recibió reseñas mixtas por parte de los críticos.

## Argumento
Elliot Kintner y su hija adolescente Ridley atropellan accidentalmente a un unicornio cuando se dirigían a una cumbre de gestión de crisis con el jefe de Elliot, Odell Leopold, y su familia. Los Leopold se apoderan del unicornio y sus científicos descubren que la criatura está dotada de propiedades curativas sobrenaturales, que los Leopold pretenden explotar. Sin embargo, mientras profundizan en sus investigaciones, llegan los padres del unicornio y comienzan a masacrar uno a uno a los implicados en la explotación de su potro muerto.

## Reparto
- Paul Rudd como Elliot Kintner, el padre viudo de Ridley
- Jenna Ortega como Ridley Kintner, la hija de Elliot
- Richard E. Grant como Odell Leopold, el jefe de Elliot
- Will Poulter como Shepard Leopold, el hijo de Odell
- Téa Leoni como Belinda Leopold, la esposa de Odell
- Anthony Carrigan como Griff, el mayordomo de los Leopolds
- Jessica Hynes como Shaw, la ayudante personal de la familia Leopold
- Sunita Mani como la Doctora Bhatia, una científica
- Steve Park como el Doctor Song,un científico
- Kathryn Erbe como la voz de la narradora del vídeo Tapestry

## Producción
Death of a Unicorn fue anunciada en mayo de 2023, con Jenna Ortega y Paul Rudd como protagonistas para Alex Scharfman. En noviembre de 2023 se anunció que Richard E. Grant, Téa Leoni, Will Poulter, Anthony Carrigan, Sunita Mani, Jessica Hynes y Steve Park se habían unido al reparto de la película.
El rodaje comenzó en Hungría en julio de 2023. La producción obtuvo una exención para continuar con su producción durante la huelga SAG-AFTRA de 2023, ya que A24 no forma parte de la Alianza de Productores de Cine y Televisión.

## Música
En noviembre de 2023 se anunció que la partitura sería compuesta por John Carpenter, Cody Carpenter y Daniel Davies. Sin embargo, en febrero de 2025, se reveló que Dan Romer y Giosuè Greco se habían hecho cargo de las tareas de composición.
El tráiler oficial, publicado el 18 de diciembre de 2024, contenía una interpretación de «Good Vibrations» de la banda de rock estadounidense The Beach Boys.

## Estreno
Death of a Unicorn se estrenó en el South by Southwest de 2025 el 8 de marzo de 2025 y se estrenó en cines en Estados Unidos por A24 el 28 de marzo de 2025.

## Recepción

### Crítica
En el sitio web agregador de reseñas Rotten Tomatoes, el 63% de las 38 opiniones de los críticos son positivas, con una nota media de 6.3/10. El consenso del sitio web es el siguiente: «Death of a Unicorn es una sátira un poco exagerada, pero resulta entretenida y salpicada de criaturas». Metacritic, que utiliza una media ponderada, asigna a la película una puntuación de 56 sobre 100, basada en 15 críticas, lo que indica críticas «mixtas o medias».